# Резолюция 129 на Съвета за сигурност на ООН
Резолюция 129 на Съвета за сигурност на ООН, приета единодушно на 7 август 1958 г., свиква извънредно заседание на Общото събрание на ООН.
Резолюцията 129 признава, че свикването на извънредно заседание на Общото събрание се налага поради факта, че липсата на съгласие между постоянните членове на Съвета за сигурност по време на 834-то и 837-ото му заседание го е възпрепятствала да изпълни основната си задача да поддържа международния мир и сигурност.